# TOCA Race Driver 2
TOCA Race Driver 2 (DTM Race Driver 2 en Alemania y V8 Supercars Australia 2 en Australia) es un videojuego de carreras desarrollado y publicado por Codemasters para Xbox, Microsoft Windows, PlayStation 2, Móvil y PlayStation Portable. Es el quinto juego de la serie TOCA.

## Jugabilidad
El modo carrera ofrece una selección más amplia de campeonatos que los juegos anteriores, con Supertruck y Rallycross además de los formatos tradicionales de turismos. Sin embargo, no por primera vez en la serie, el Campeonato Británico de Turismos no se incluyó, pero la franquicia continuó licenciando el nombre TOCA en el título. Además, el juego en línea se destacó mucho, con soporte para hasta 8 jugadores en Xbox Live.
La versión para PC del juego presenta 31 ubicaciones de carreras globales ficticias y con licencia que ofrecen 48 pistas. Estos incluyen Hockenheimring de la serie alemana DTM y Surfers Paradise de la serie australiana V8 Supercars. La versión de PS2 presenta una pista adicional, Catalunya. La versión de PlayStation 2 también permite hasta 8 jugadores de PS2 en línea, sin necesidad de un servicio de Internet de banda ancha.
Se lanzaron dos conversiones de PSP en 2005 y 2006; el primero es TOCA Race Driver 2 en Europa y Japón y el segundo es Race Driver 2006 en Estados Unidos. El juego continuó usando un modo de carrera con guion como se introdujo en el juego anterior "Race Driver", pero eliminó al personaje de Ryan McKane. Las escenas de desarrollo de la historia se desarrollaron desde una perspectiva en primera persona, con otros personajes que nunca se dirigieron al usuario por su nombre (similar al método de narración de títulos posteriores de Need for Speed). La versión para teléfono móvil se lanzó solo en los Estados Unidos unos meses después.

## Recepción
El juego recibió "críticas generalmente favorables" en todas las plataformas excepto la versión australiana de Xbox, que recibió "aclamación universal", según el agregador de reseñas Metacritic. En Japón, Famitsu le dio una puntuación de dos ochos, un siete y un ocho para la versión de PSP, y dos ochos y dos sietes para la versión de PlayStation 2.
TOCA Race Driver 2 recibió una segunda posición en la categoría de premios "Mejor juego de conducción" de GameSpot de 2004 en todas las plataformas, perdiendo ante Burnout 3: Takedown.